# 3441 Pochaina
3441 Pochaina este un asteroid din centura principală, descoperit pe 8 octombrie 1969 de Liudmila Cernîh.